# Ricardo Zurita
Pour les articles homonymes, voir Zurita.
Zurita  García est un nom espagnol. Le premier nom de famille, en général paternel, est Zurita ; le second, en général maternel, souvent omis, est García.
Ricardo Alejandro Zurita García (né le 10 novembre 2000 à Pariaguán) est un coureur cycliste espagnol, d'origine vénézuélienne.

## Biographie
Ricardo Zurita est originaire de Pariaguán, dans l'État d'Anzoátegui. Il commence le cyclisme en septembre 2012 vers l'âge de douze ans. Son modèle d'inspiration est Manuel Medina, figure du cyclisme vénézuélien.
Dans les catégories de jeunes, il se fait remarquer en étant l'un des meilleurs cyclistes du pays. Il commence ensuite à courir en Espagne à partir de 2018 avec le club Oid-Ciclos Eboras. Décrit comme un coureur tout-terrain, il obtient quatre victoires, dont le championnat de Castille-La Manche juniors. 
En 2019, il rejoint l'équipe Tenerife Bikepoint-Pizzeria Español à sa sortie des juniors. Dans le même temps, il prend une licence espagnole, qui lui permet notamment de participer aux championnats d'Espagne espoirs. L'année suivante, il signe avec le club Hotel Tres Anclas dans la Communauté valencienne. Son meilleur résultat est une deuxième place au championnat de la Communauté de Madrid, derrière son coéquipier Josué Gómez. 
En 2021, il intègre le GSport-Grupo Tormo Innova. Il réalise sa meilleure saison en remportant trois courses. Il s'impose notamment sur la Clásica de Pascua, manche de la Coupe d'Espagne amateurs. 
Il passe finalement professionnel en 2022 au sein de l'équipe italienne Drone Hopper-Androni Giocattoli. En mars, il participe à Milan-San Remo, son premier monument, où il est membre de l'échappée du jour. 

## Palmarès
- 2018
  - Championnat de Castille-La Manche juniors
  - 2e épreuve du Challenge Júnior Carballo
  - 2e étape du Tour des Comarques de la Région de Murcie
  - Clásica Ciudad de Pamplona
- 2020
  - 2e du championnat de la Communauté de Madrid
- 2021
  - Clásica de Pascua
  - Trofeo Vila de Fortuna
  - Grand Prix de la ville de Vigo II
  - 3e du Díptico de Galicia
- 2023
  - 1re étape du Tour des Landes
  - 2e du Circuito Guadiana
  - 2e du Trophée Guerrita
- 2024
  - Mémorial Manuel Sanroma :
    - Classement général
    - 1re étape

  - Cinturón de La Mancha
  - 3e étape du Tour de Galice
  - 3e du Trofeo Festes del Crist